# 埼玉県道128号熊谷羽生線

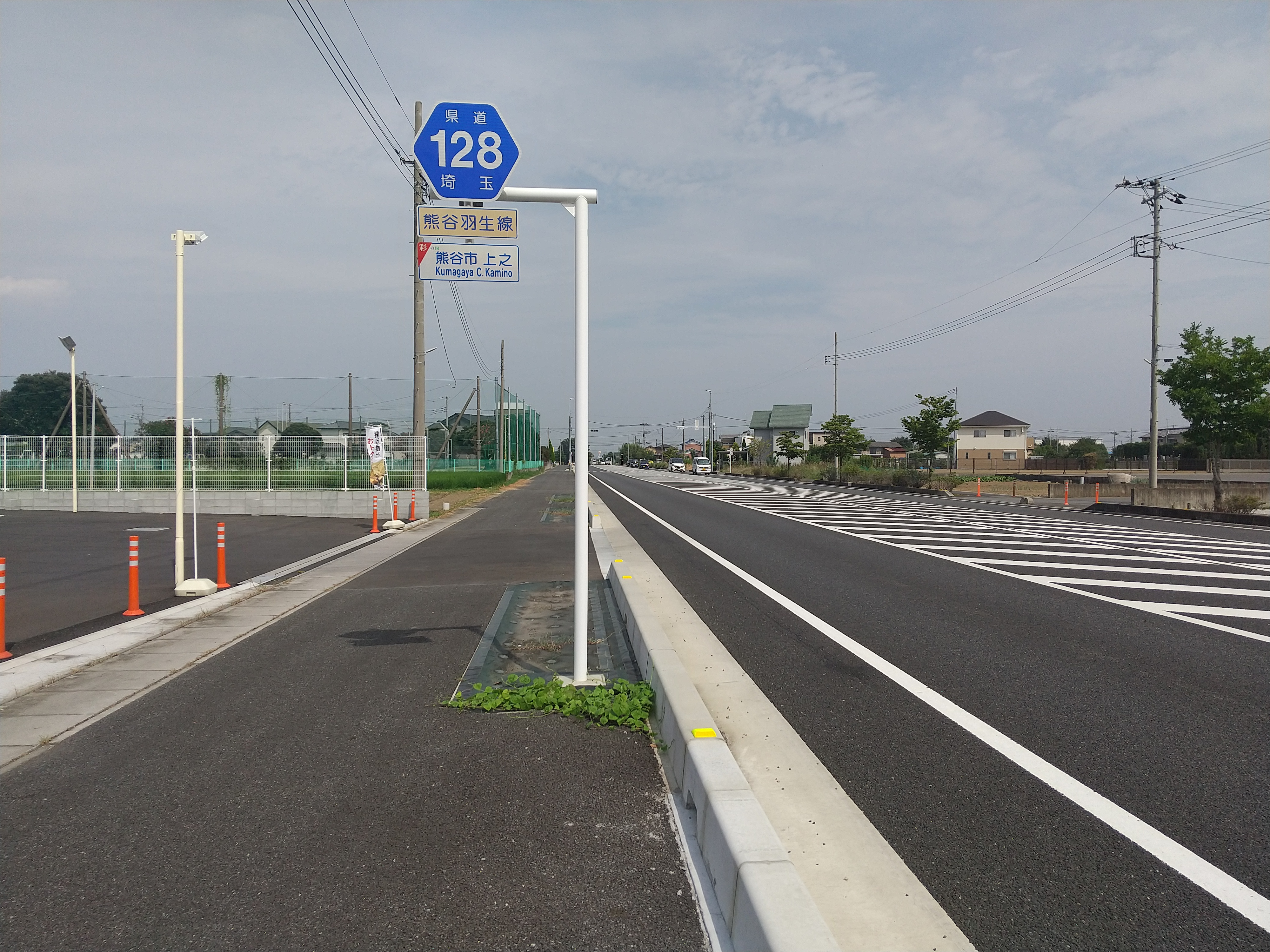
熊谷市上之付近

埼玉県道128号熊谷羽生線（さいたまけんどう128ごう くまがやはにゅうせん）は、埼玉県熊谷市筑波の国道17号・埼玉県道91号熊谷停車場線との交差点を起点とし、羽生市上新郷の埼玉県道7号佐野行田線との交差点を終点とする県道である。

## 起点・終点・実延長
- 起点 埼玉県熊谷市 国道17号・埼玉県道91号熊谷停車場線 筑波交差点
- 終点 埼玉県羽生市 埼玉県道7号佐野行田線 上新郷交差点[1][2]
- 実延長 14,777m

## 概要
国道125号行田バイパスと並行している（一部重複）。
2000年頃、起点の筑波交差点 - 末広交差点間が、埼玉県道83号熊谷館林線と重複指定され、番号の若い埼玉県道83号熊谷館林線が表立った区間とされていたが、20年後の2020年3月31日付で熊谷館林線の経路が変更され、再び熊谷羽生線の単独区間に戻った。
熊谷市街においては歩道が整備されていなかったり、渋滞が激しいため対面4車線化事業およびバイパス建設事業を展開中である。行田市内においては大型車両が通れない狭い区間があるため、対面2車線化事業を展開中である。
2022年4月1日、羽生市内において、上新郷-中央間の指定を解除する告示が出され、羽生市道に転換、延長距離が短縮された。行田市荒木から新たな終点までの間は埼玉県道7号佐野行田線との重複区間のため、羽生市内の実供用区間は消失した（ただし、以下の別線の途中でわずかに羽生市下新郷を経由している）。

### 別線
2018年（平成30年）春から夏にかけて、旧国道125号の熊谷市佐谷田北交差点から加須市志多見交差点までの間、及び国道122号の志多見交差点から羽生市下岩瀬交差点（2024年3月29日、同市内小松台交差点に短縮）までの間が熊谷羽生線として追加指定された（国道125号区間は指定解除の上で熊谷羽生線単独区間化、国道122号区間は重複）（従来のルートは埼玉県道303号弥藤吾行田線と複雑に交差する熊谷市と行田市の市境付近での市道移管を含めた調整は行われているものの、全体的には熊谷羽生線として指定維持されていたが、前述の通り羽生市内の区間は短縮された）。これにより、熊谷羽生線は、国道125号行田バイパスの南北を挟む形で並行するそれぞれ独立した2ルートの路線となり、従来のルートでは通過する事のなかった加須市内を経由することとなった。
行田市では、市制施行70周年記念行事の一つとして、愛称を公募し、「浮き城通り」と命名され、加須市においても、合併10周年記念行事としての愛称公募により、埼玉県道38号加須鴻巣線の西端とともに「志多見砂丘通り」と命名された。

### 熊谷市街の新道
上之土地区画整備事業の一貫として熊谷市主体で、都市計画道路「熊谷谷郷線」として整備を進めている。なお、この道路は、ラグビーワールドカップ2019に向け、後述の弥藤吾行田線新道と一体化し、混雑する現在の県道熊谷館林線に代わる熊谷スポーツ文化公園への新しいアクセスルートとなる。
2019年4月13日13時30分より開通記念式典を都市計画道路第2北大通線との交差部にて同線と共同で実施の後、14時00分に全区間が開通となった。
- 末広交差点から熊谷市道第2北大通り交点（点字図書館（北）交差点）付近までを対面4車線化（将来的な計画）。
- バイパス（新道）を建設し、点字図書館（北）交差点から国道17号熊谷バイパス・国道125号行田バイパスとの交点（上之（南）交差点）まで接続。
- 上之（南）交差点から行田バイパス（対面4車線で開通済み）と1kmほど重複し、そこから北方向に新道（対面2車線）を建設し、池上で現道と交差する。交差地点から直進方向は、埼玉県道303号弥藤吾行田線の新道で熊谷スポーツ文化公園方面へと至る新しいアクセス道路となる[13]。

熊谷谷郷線は、対面4車線の計画であるが、現在では、以下の状況により、全区間暫定2車線による供用となっている。
- 末広交差点からの現道を拡幅して対面4車線にする区間では、熊谷総合病院付近までは拡幅自体はできているが距離が短い。また、ベルク上之店前後では手を付けられていない。
- 新規建設した区間では、概ね4車線化用地は確保されているが未買収地が点在していることから暫定2車線での開通となった。なお、途中から熊谷バイパス・行田バイパスとの接続地点までは、彩の国まごころ国体関連整備として2004年までに開通しているが、2019年の開通まではサービス道路扱いとなっていた。

### 通称
- ラグビーロード：熊谷市筑波交差点 - 末広交差点
- 熊谷バイパス：熊谷市上之（雷電神社）交差点 - 上之(南)交差点（国道17号熊谷パイパス重複区間）
- 行田バイパス：熊谷市上之(南)交差点 - 行田市上池守交差点（国道125号行田パイパス重複区間）
- 浮き城通り：行田市持田IC - 行田市羽生市境（別路線）
- 志多見砂丘通り：羽生市加須市境 - 加須市志多見交差点（別路線）

## 地理

### 通過する自治体
- 熊谷市
- 行田市
- 加須市（別路線）
- 羽生市

### 交差する道路
- 現道

| 交差する道路                         | 交差する道路                   | 交差点名         | 所在地 |
| ------------------------------------ | ------------------------------ | ---------------- | ------ |
| 埼玉県道91号熊谷停車場線 熊谷駅方面  |                                |                  |        |
| 国道17号                             | 国道17号                       | 筑波             | 熊谷市 |
| （北大通り）                         | （北大通り）                   | 熊谷女子高前     | 熊谷市 |
|                                      | （ラグビーロード）             | 末広             | 熊谷市 |
| 新道（分岐）                         |                                |                  | 熊谷市 |
| （第2北大通線）                      | （第2北大通線）                | [ 14 ]           | 熊谷市 |
| 国道17号（熊谷バイパス）             | 旧道（分岐）                   | 上之（雷電神社） | 熊谷市 |
| （国道17号熊谷バイパス重複区間）     |                                |                  | 熊谷市 |
| （国道125号行田バイパス重複区間）    |                                |                  | 熊谷市 |
| 埼玉県道303号弥藤吾行田線            | 国道125号（行田バイパス）      | 上池守           | 行田市 |
| 旧道（合流）                         |                                | 上池守（北）     | 行田市 |
| 埼玉県道199号行田市停車場酒巻線      |                                |                  | 行田市 |
| 埼玉県道20号足利邑楽行田線           | 埼玉県道20号足利邑楽行田線     | 見沼中学前       | 行田市 |
| 埼玉県道7号佐野行田線 行田方面       | 埼玉県道7号佐野行田線 行田方面 | 荒木             | 行田市 |
| （県道7号佐野行田線重複区間）        |                                |                  | 行田市 |
| 埼玉県道7号佐野行田線 館林・佐野方面 | 埼玉県道364号上新郷埼玉線      | 上新郷           | 羽生市 |

国道17号との重複区間及び国道125号との重複区間の境界（上之(南)）にて新道が合流、国道125号との重複区間内にて埼玉県道303号弥藤吾行田線（妻沼方面）と交差
- 別ルート

| 交差する道路                                                | 交差する道路              | 交差点名       | 所在地 | 最高速度 (km/h) |
| ----------------------------------------------------------- | ------------------------- | -------------- | ------ | --------------- |
| 国道17号                                                    | 国道17号                  | 佐谷田（北）   | 熊谷市 | 50              |
| （第2北大通線）                                             |                           |                | 熊谷市 | 50              |
| 国道17号（熊谷バイパス）                                    | 国道17号（熊谷バイパス）  | 持田IC         | 行田市 | 50              |
| 埼玉県道303号弥藤吾行田線                                   | （公園通り）              | 行田市役所入口 | 行田市 | 40              |
| 埼玉県道198号行田市停車場線 埼玉県道199号行田市停車場酒巻線 | 埼玉県道77号行田蓮田線    | 行田市駅入口   | 行田市 | 40              |
| 埼玉県道66号行田東松山線                                    |                           | 桜町           | 行田市 | 40              |
|                                                             | 埼玉県道7号佐野行田線     | 長野ロータリー | 行田市 | 50              |
| 埼玉県道306号上中森鴻巣線                                   | 埼玉県道306号上中森鴻巣線 | 富士見         | 行田市 | 50              |
| 埼玉県道364号上新郷埼玉線                                   | 埼玉県道364号上新郷埼玉線 | 下須戸         | 行田市 | 50              |
| 埼玉県道32号鴻巣羽生線                                      | 埼玉県道32号鴻巣羽生線    | 真名板         | 行田市 | 50              |
| 国道122号 蓮田・東京方面                                    | 本線                      | 志多見         | 加須市 | 50              |
| 埼玉県道38号加須鴻巣線                                      |                           | 志多見         | 加須市 | 50              |
|                                                             | 国道125号（行田バイパス)  |                | 羽生市 |                 |
| 国道125号（加須羽生バイパス)                                |                           |                | 羽生市 |                 |
| 埼玉県道84号羽生栗橋線                                      | 埼玉県道32号鴻巣羽生線    | 小松台         | 羽生市 |                 |
| 国道122号 太田・日光方面                                    |                           |                |        |                 |

## 重複区間
- 国道17号熊谷バイパス：熊谷市上之(雷電神社)交差点 - 上之(南)交差点（現道旧道）
- 国道125号（行田バイパス）：熊谷市上之(南)交差点 - 池上 - 行田市上池守交差点
  - 埼玉県道303号弥藤吾行田線：熊谷市池上 - 行田市上池守交差点
- 埼玉県道7号佐野行田線：荒木交差点 - 上新郷交差点
- 国道122号：加須市志多見交差点 - 羽生市小松台交差点（別路線）
  - 国道125号：羽生市下川崎交差点 - 須影交差点（別路線）

### 交差する鉄道と河川
- 見沼代用水
- 武蔵水路
- 秩父鉄道秩父本線（踏切）：羽生市上岩瀬
- 国道122号：桑崎交差点
- 秩父鉄道秩父本線（踏切）：羽生市西
- 東武伊勢崎線（踏切）：羽生市西

### 沿道の施設
本線・旧道・新道（熊谷谷郷線）
- 熊谷総合病院
- 熊谷市立成田小学校
- 熊谷市立星宮小学校
- 熊谷生協病院
- 行田市立見沼中学校
- 羽生市立新郷第一小学校
- 新郷駅

別線
- 熊谷市東部体育館
- 熊谷市立佐谷田小学校
- ソシオ流通センター駅
- 熊谷流通センター（ソシオ熊谷）
- 熊谷青果市場
- 行田自動車教習所
- 持田駅
- 忍城
- 行田市役所
- 行田市駅
- 東行田駅
- 行田中央総合病院
- 埼玉県総合教育センター
- 行田工業団地
- 行田市立太田西小学校
- 行田市立太田中学校
- むさしの村
- 加須市立志多見小学校
- 志多見郵便局

### 愛称
- ラグビーロード（一部）：現道 起点筑波交差点 - 末広交差点間
- 浮き城通り：別線 行田市内全区間
- 志多見砂丘通り：別線 加須市内全区間

## ギャラリー
本線・旧道・新道（熊谷谷郷線）

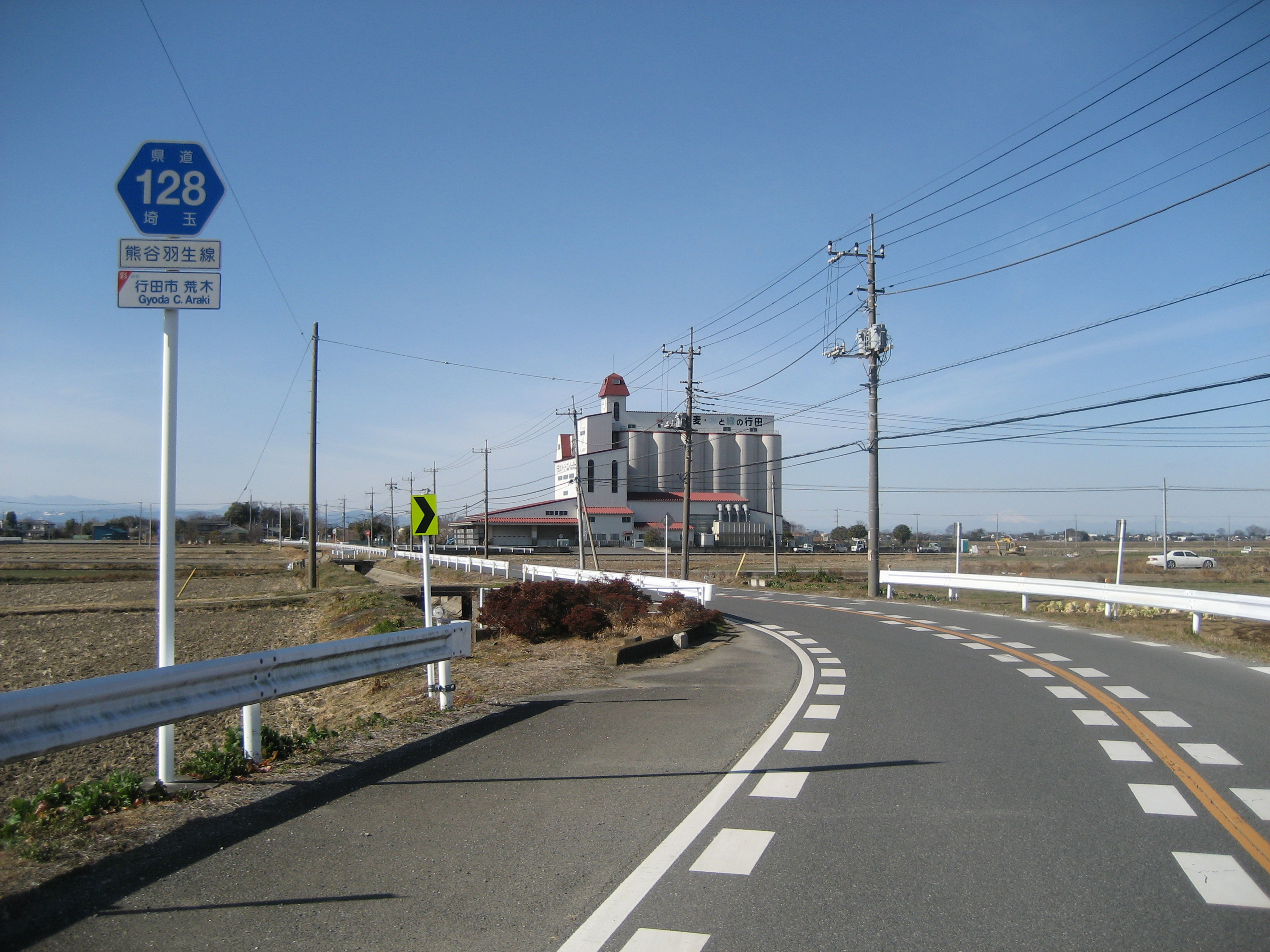
行田市荒木付近
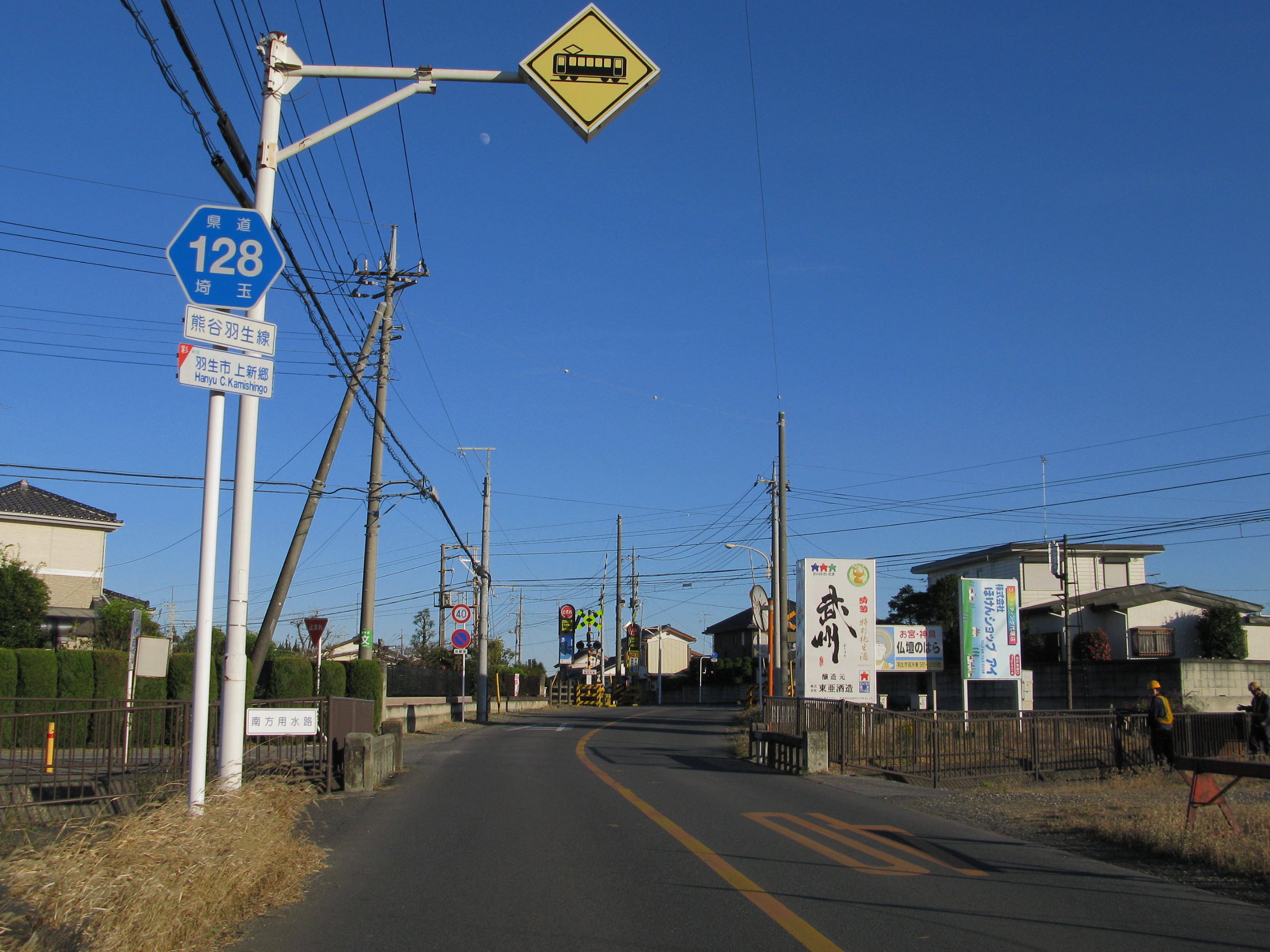
羽生市上新郷地区

別線

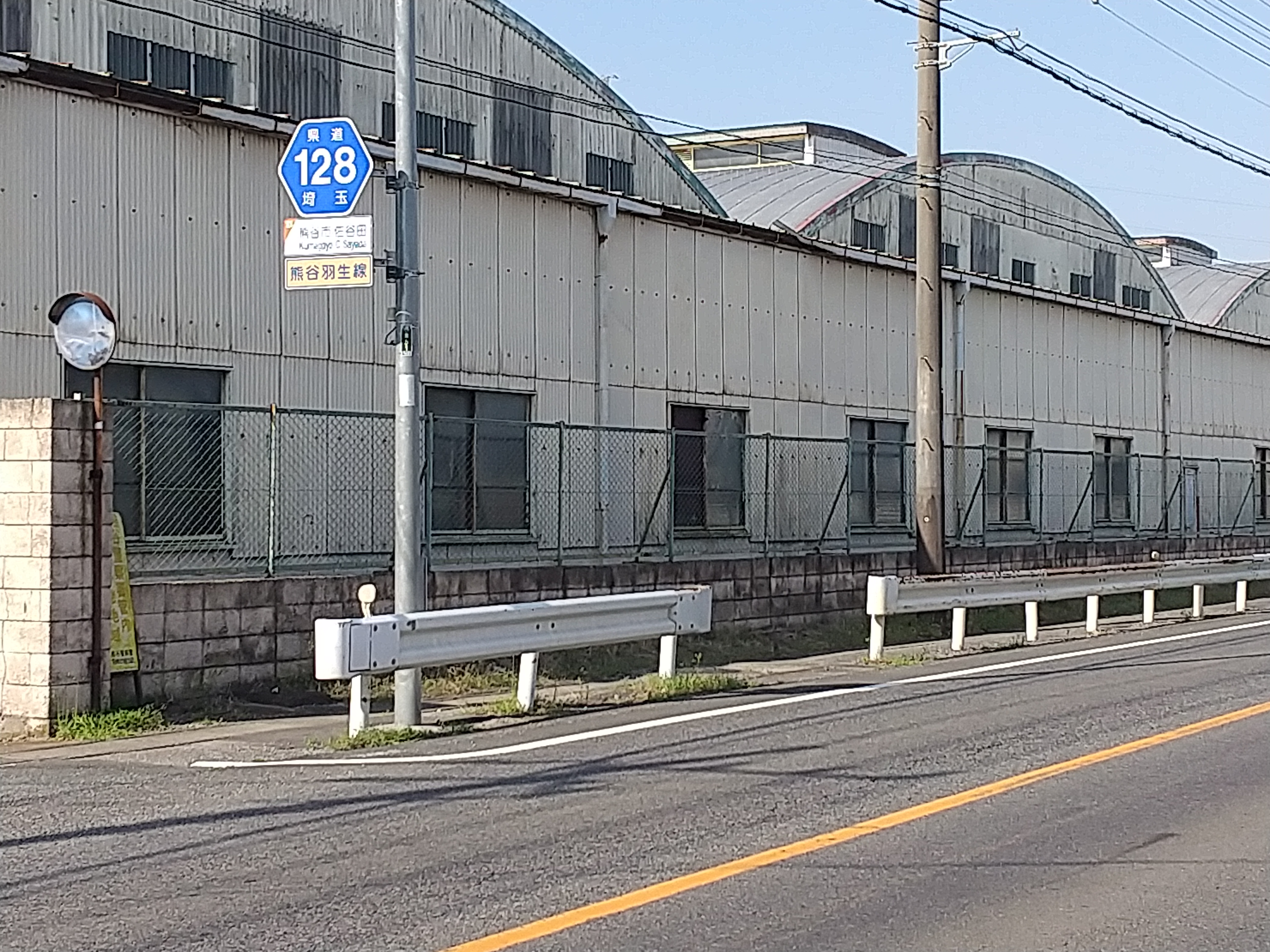
熊谷市佐谷田付近
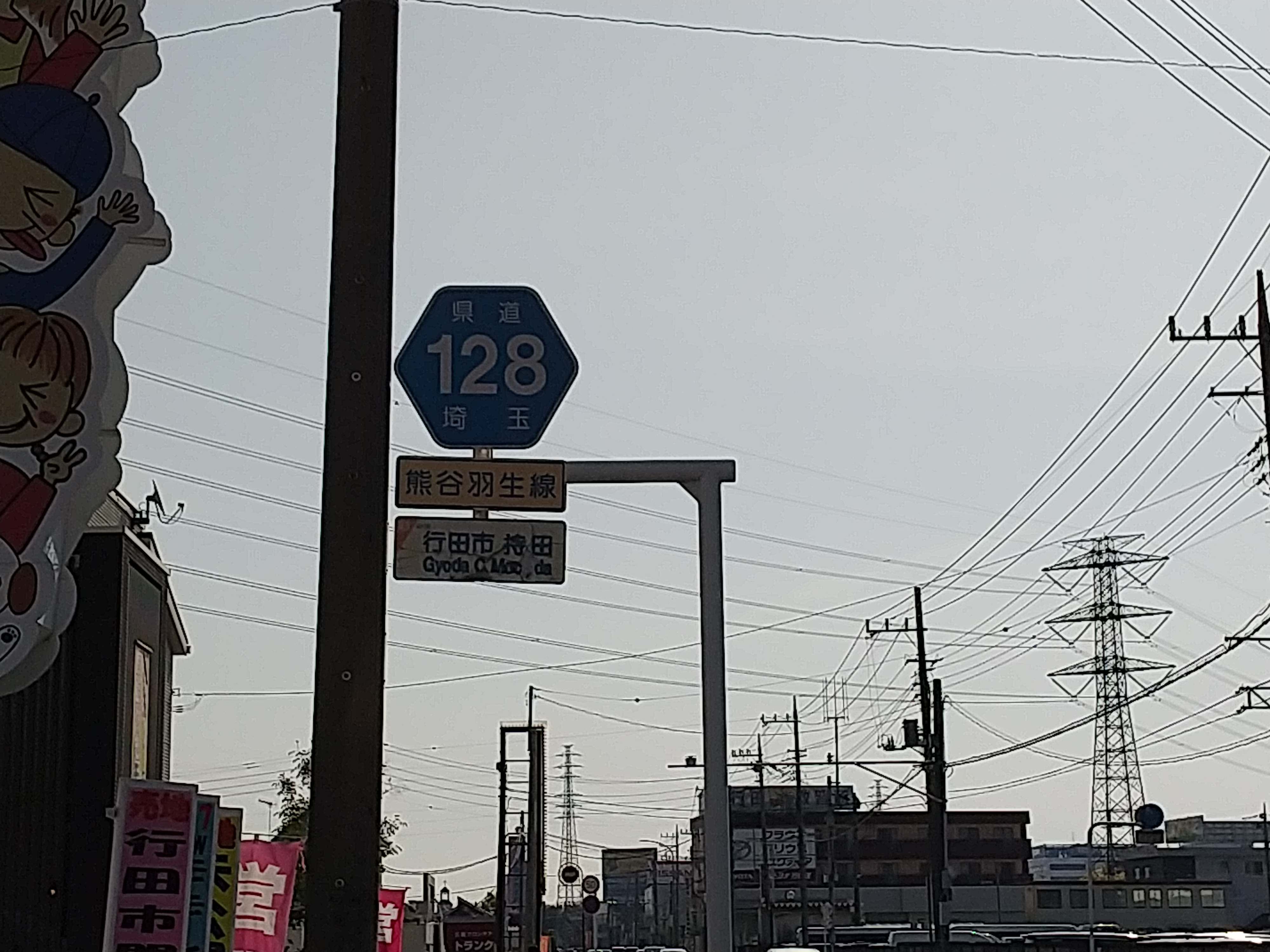
行田市持田付近
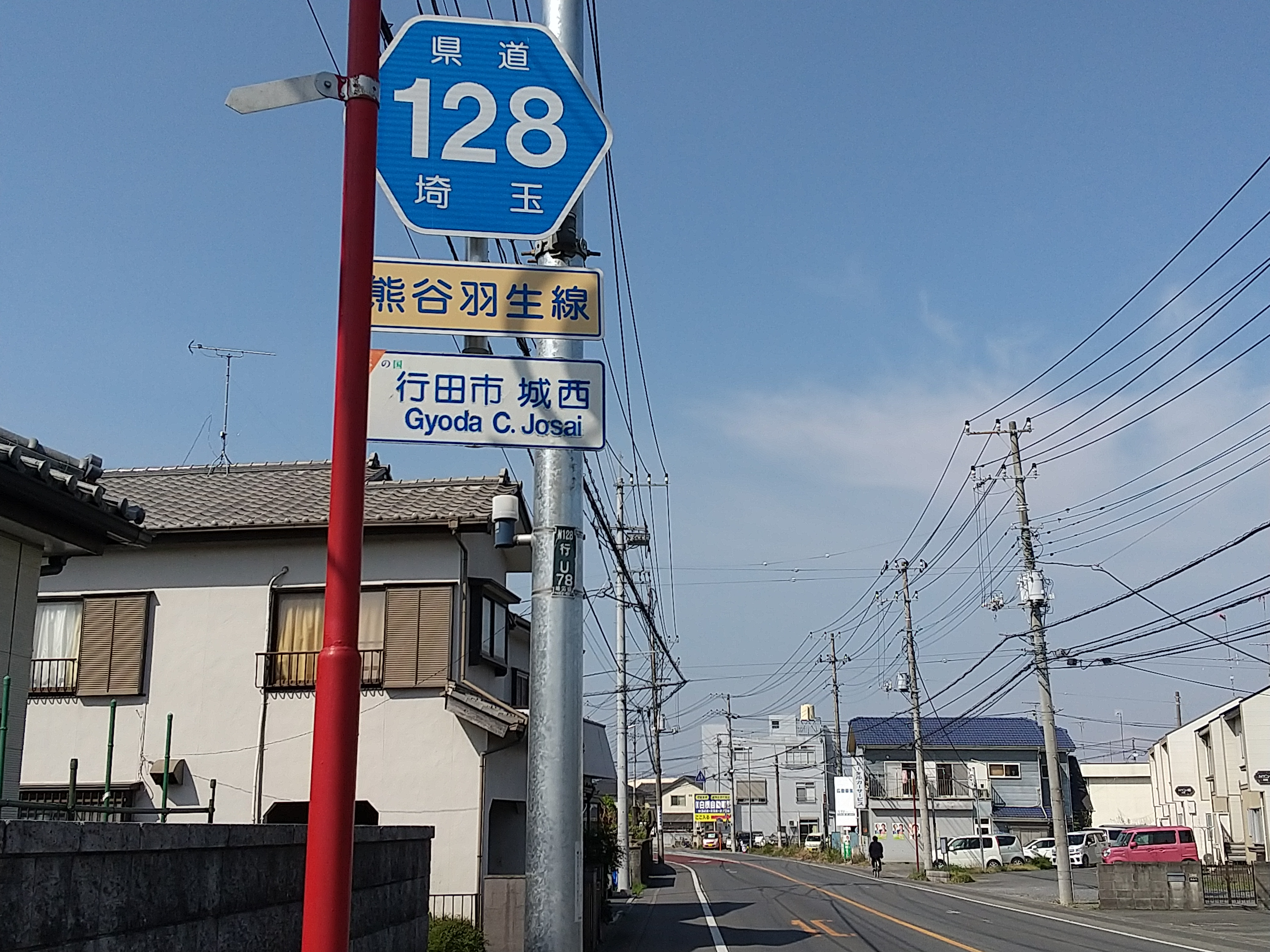
行田市城西付近
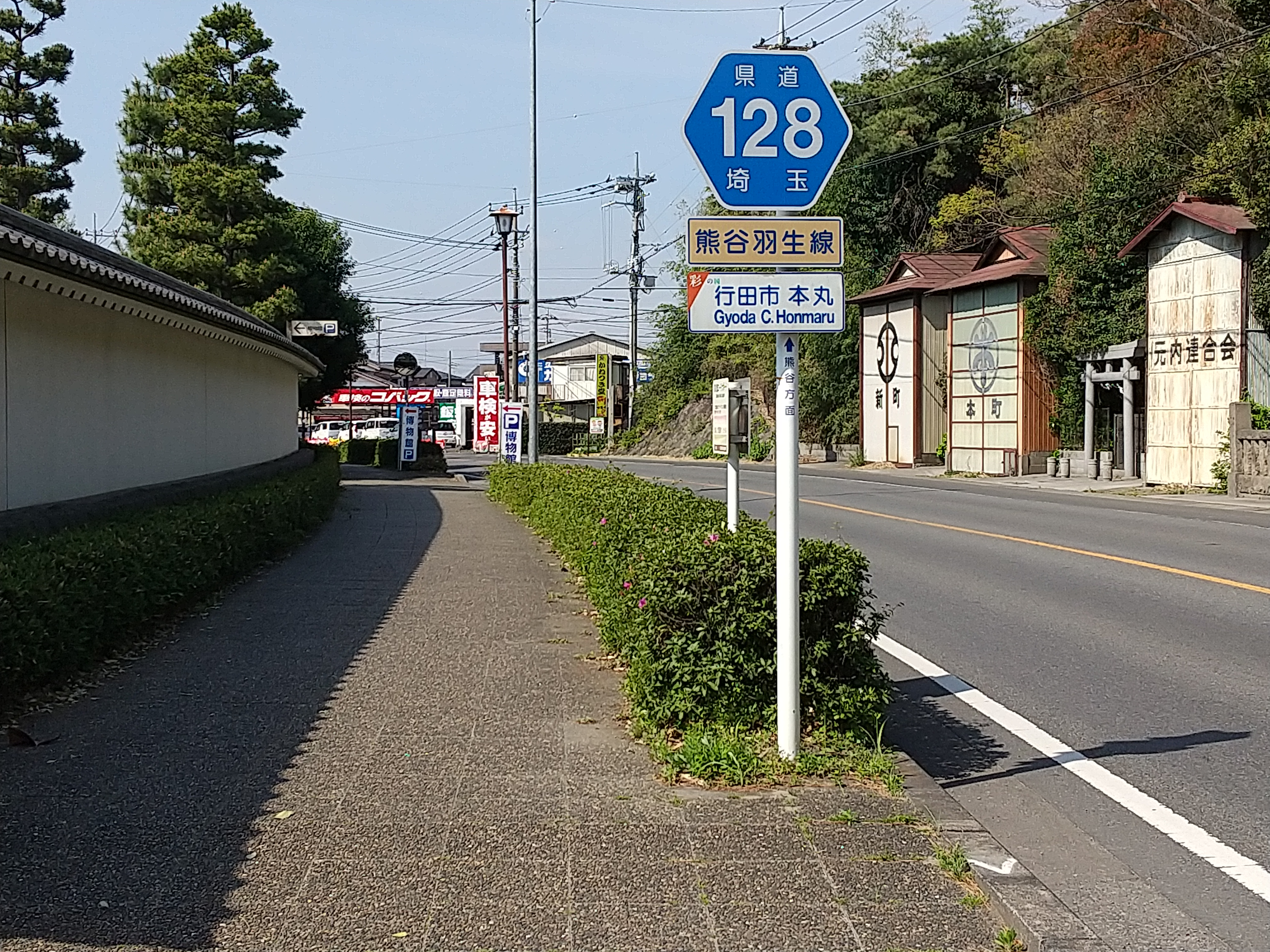
行田市本丸付近
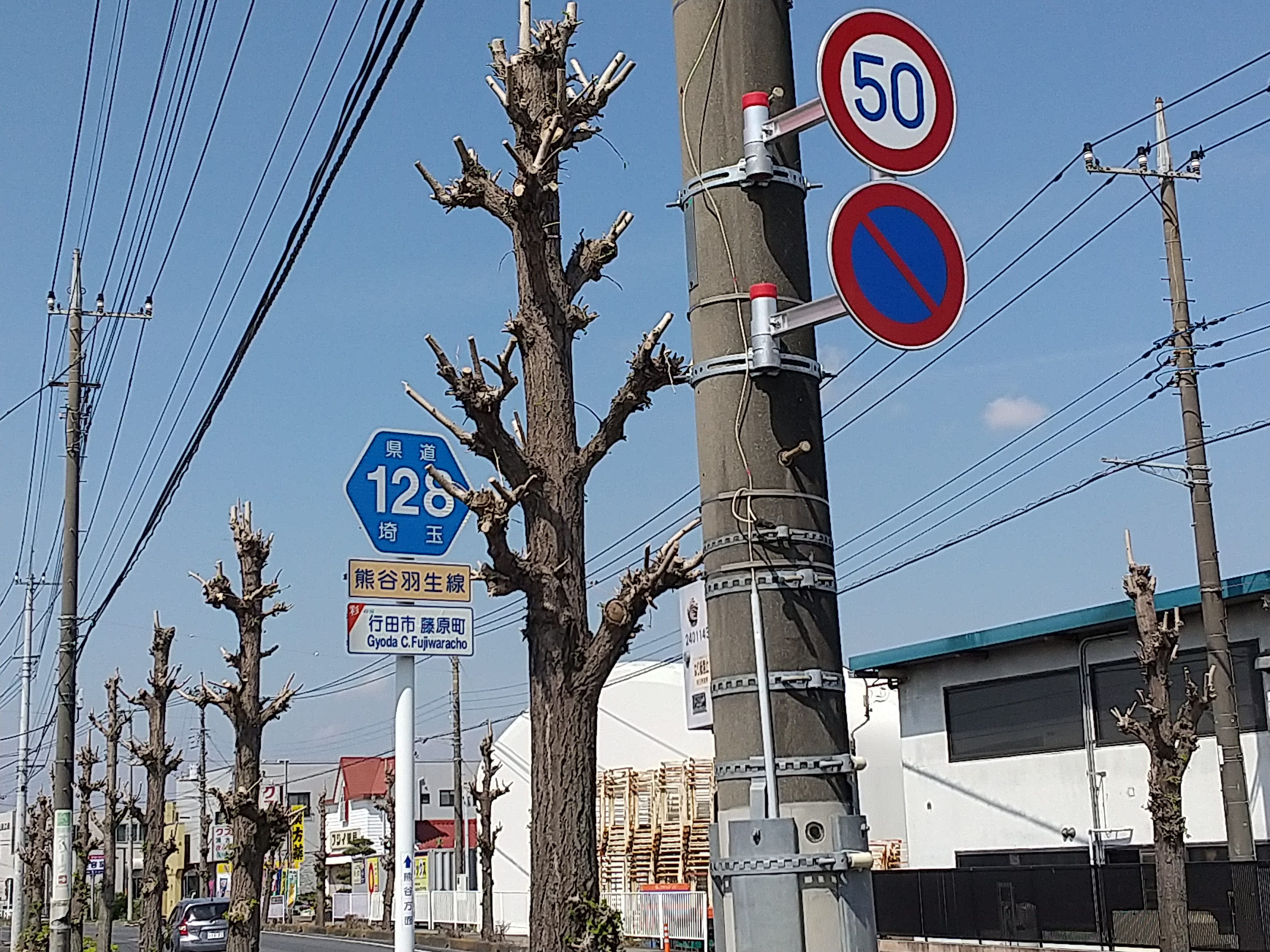
行田市藤原町付近
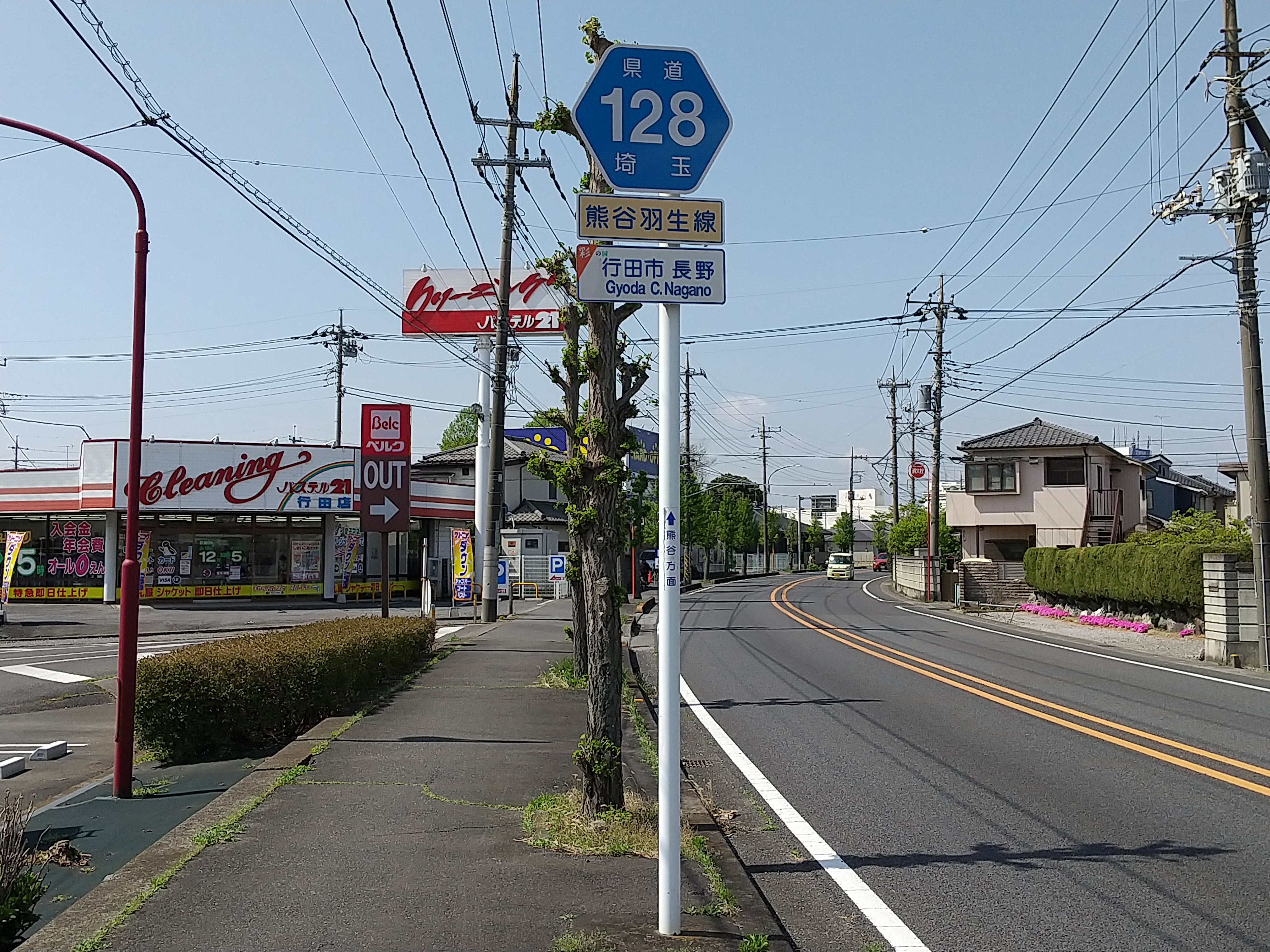
行田市長野付近
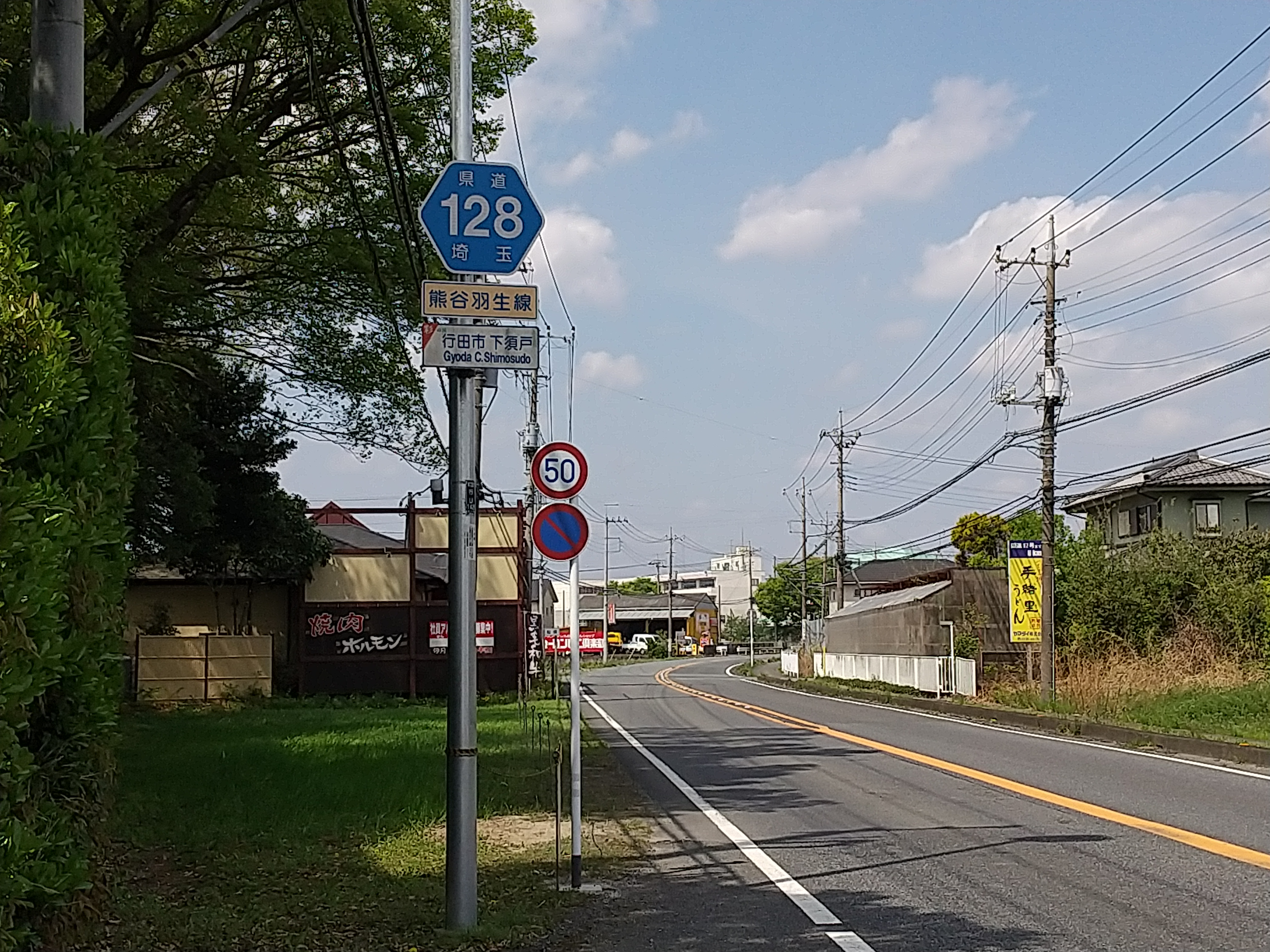
行田市下須戸付近
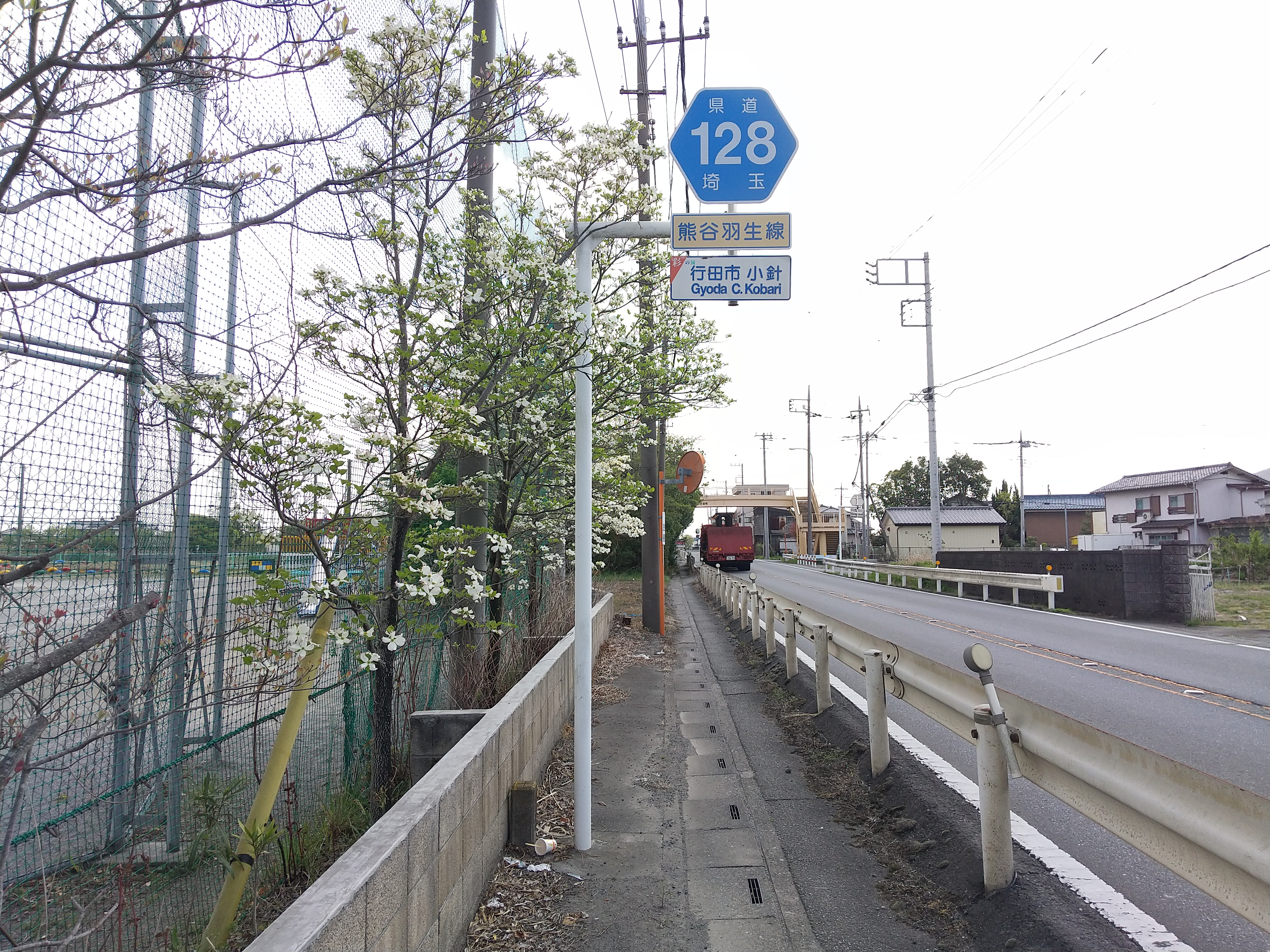
行田市小針付近
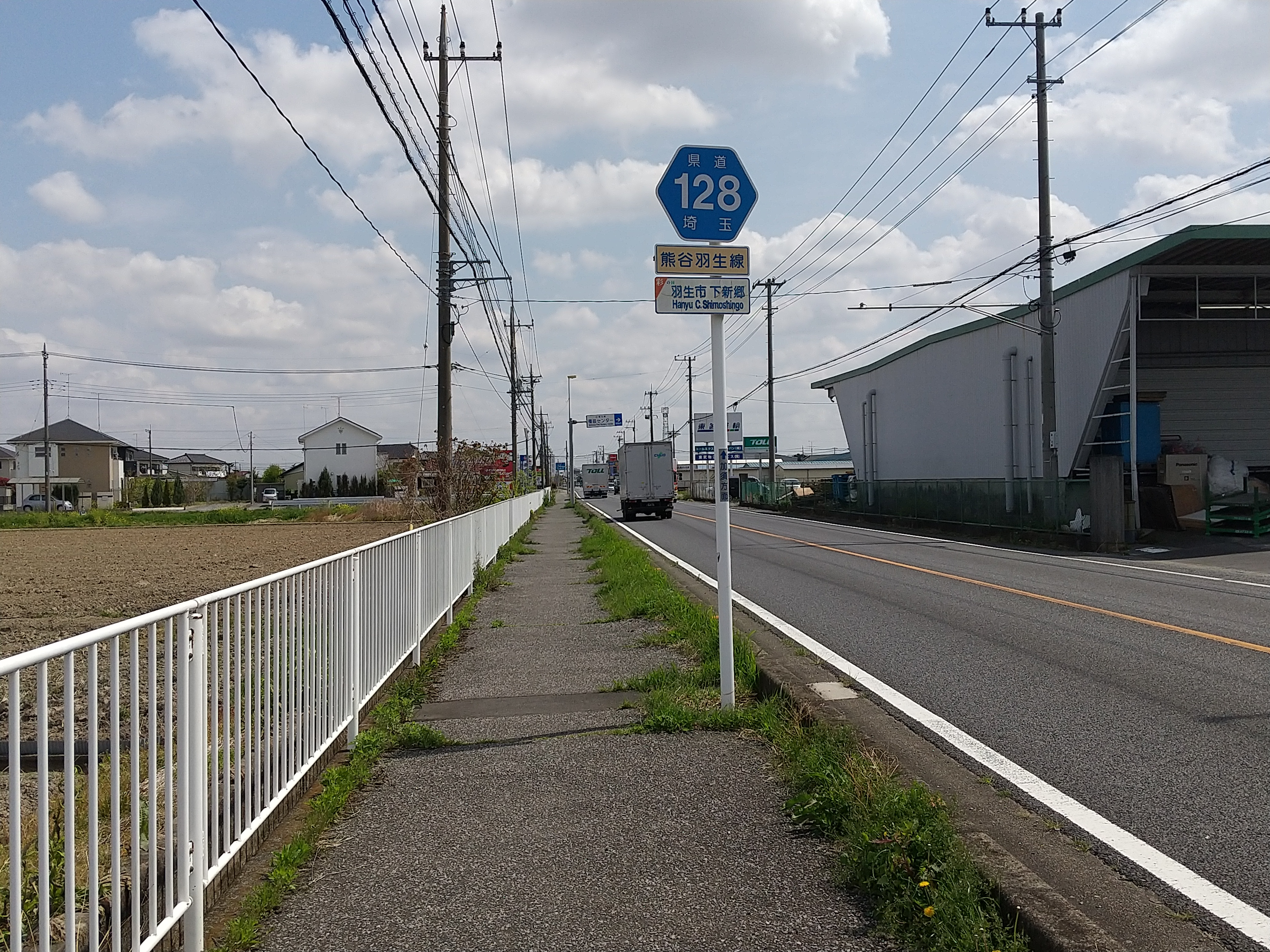
羽生市下新郷付近
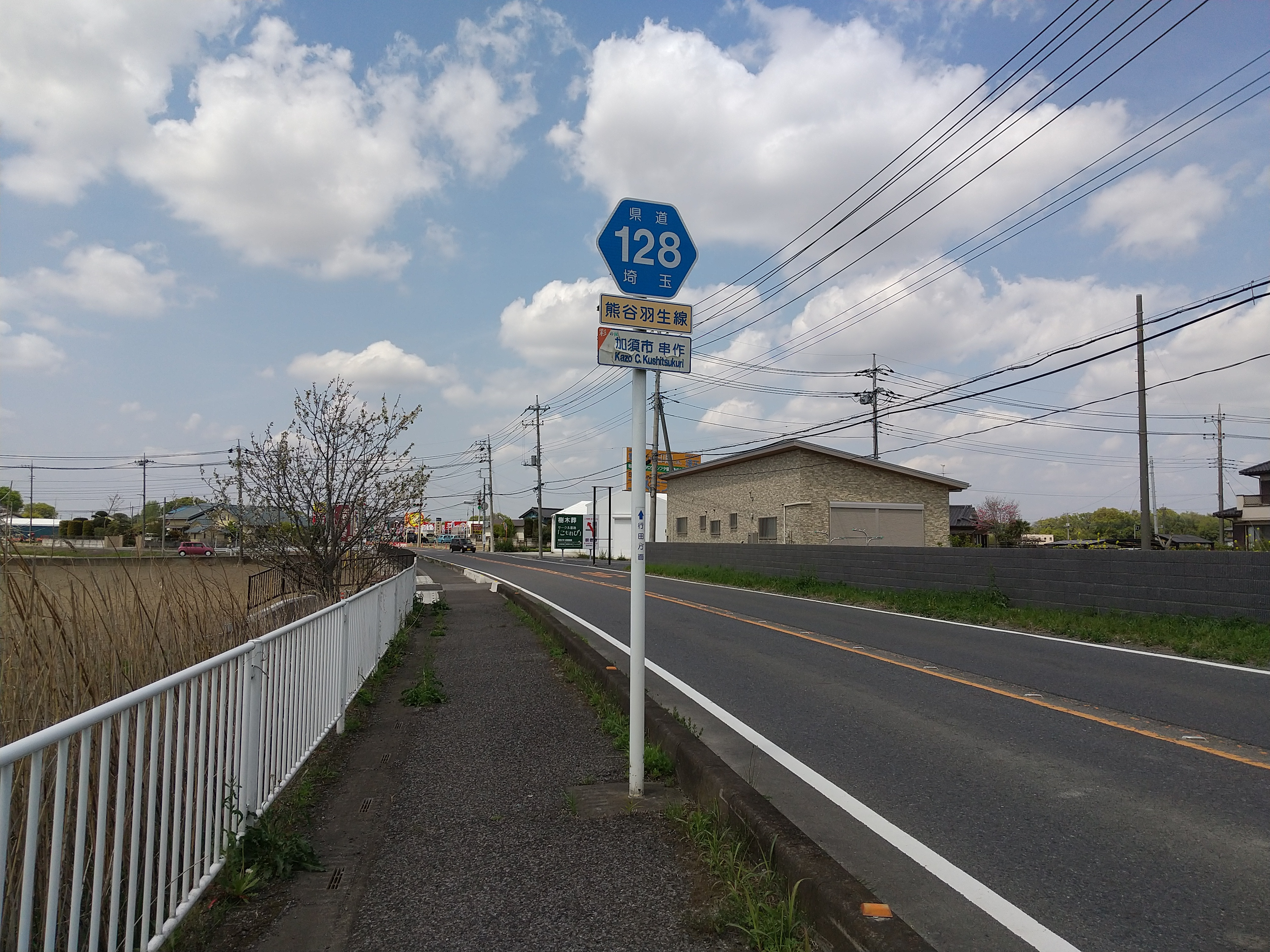
加須市串作付近
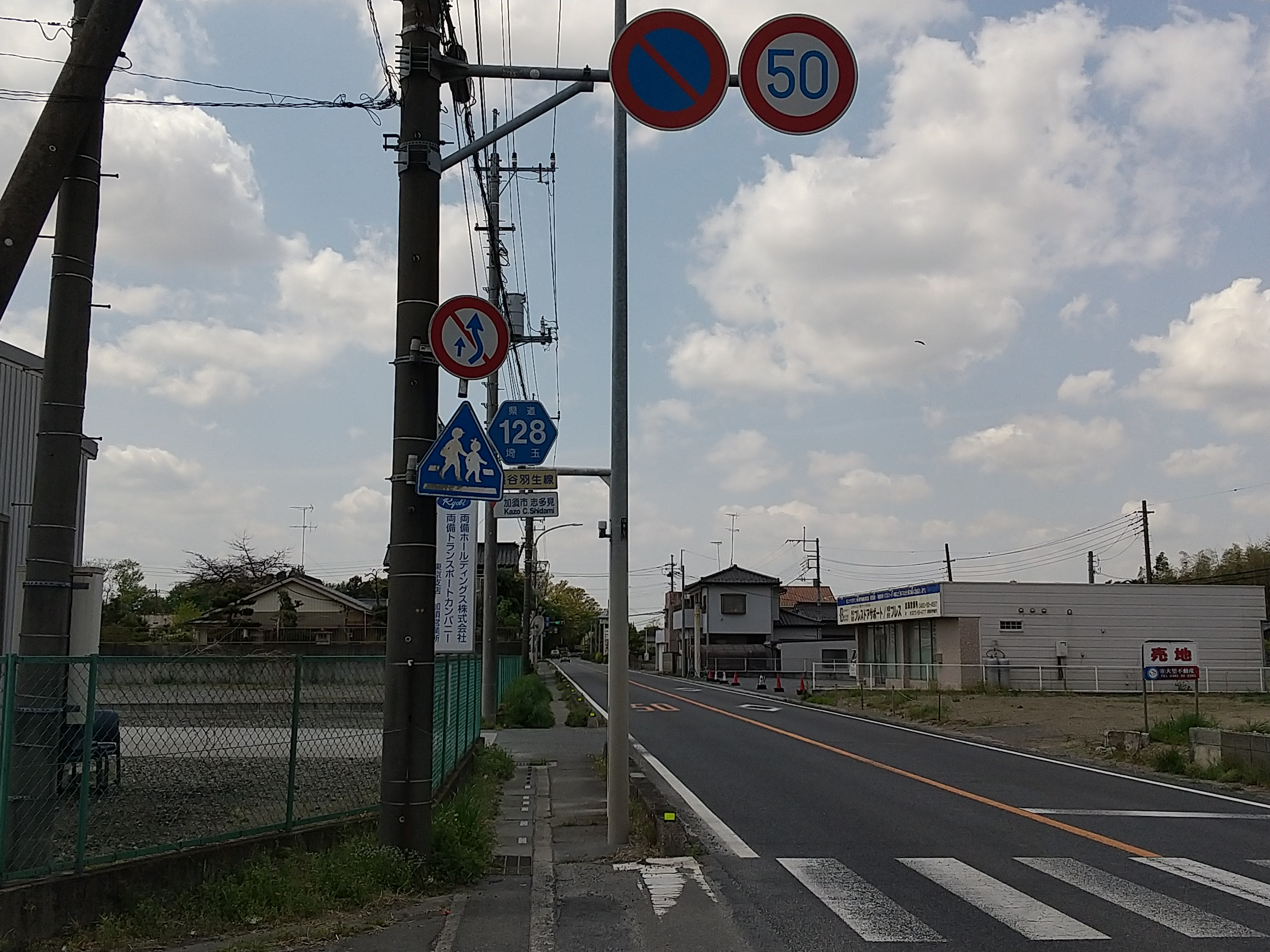
加須市志多見付近